# 中村浩
中村 浩（なかむら ひろし、1910年〈明治43年〉1月20日- 1980年〈昭和55年〉12月30日）は、日本の微生物学者。別名「うんこ博士」。「泉三三彦」名義の著書もある。

## 経歴
出生から修学期
1910年、成蹊学園創立者・中村春二の次男として東京本郷富士前町で生まれた。1927年に旧制成蹊高等学校理科を卒業。東京帝国大学理学部植物学科で学び、1933年に卒業。
微生物学研究者として
1942年、東京帝国大学理学部講師に就いた。1943年、ドイツ語執筆した学位論文『紅色細菌の代謝生理への寄与』を東京帝国大学に提出して理学博士号を取得。
戦後の1950年、九州大学理学部教授に就いた。その後、近畿大学教授に転じた。1959年、日本クロレラ研究所副所長。1960年にソ連科学アカデミーより招聘された。日本藻類研究所所長。共立女子大学教授。
1980年に死去、享年70。

## 研究内容・業績
太平洋戦争後の食料不足と朝鮮戦争による食糧危機に際して、微生物農業による未来の食糧危機の回避を目指した。また、宇宙食の開発を提唱。糞尿を培養基として高たんぱく質のスピルリナを培養することに成功。食糧革命を構想した。

## 著作
著書
- 『微生物の採集及び培養法』(植物学綜説 3) 内田老鶴圃 1937
- 『冷光』弘文堂(教養文庫) 1942
- 『発光微生物』岩波書店 1944
- 『随筆 愚教師日記』金子書房 1947
- 『植物の生活』高山書院(青少年文化叢書) 1948
- 『葉緑の科学』高山書院(生物科学叢書) 1948
- 『面白い植物の話』千代田出版社 1949
- 『かかしの研究』著・絵 中央公論社(ともだち文庫) 1949
- 『高校生の新制生物学 [第1] (植物の形態と生理編)』電子社 1949
- 『微生物實驗法』角川全書 1949
- 『顕微鏡下の世界』牧書店(学校図書館文庫) 1950
- 『自然界のいろいろ』詩・解説 講談社の絵本 1950
- 『工業細菌学』金子書房 1951
- 『少年少女植物物語』世界社(理科の自由研究文庫) 1952
- 『植物生理微生物』研究社学生文庫 1952年
- 『植物のなぞ』渡辺三郎絵、牧書店(学校図書館文庫) 1952
- 『虫めがねをのぞいたら』高橋国利絵、あかね書房(小学生学習文庫) 1952
- 『新しい栽培植物生理』高陽書院 1953
- 『植物の魔術師たち バーバンクとミチューリンの物語』秋保正三絵、岩崎書店(少年少女発明発見文庫) 1954
- 『食欲と性欲』室町書房 1954[3]
- 『媚薬のはなし』泉三三彦、室町書房 1954
- 『動物風流ばなし』泉三三彦、室町書房 1954
- 『生物のふしぎ』石井新三郎絵、筑摩書房(小学生全集) 1954
- 『子はどうして親に似るか：メンデルとルイセンコの物語』森田ひさし絵、岩崎書店(少年少女発明発見文庫) 1955
- 『牧野富太郎』秋保正三絵 金子書房 少年少女新伝記文庫 1955
- 『随筆弥次馬放談』高風館 1955
- 『飢餓 人間の悲劇的実態』みすず書房(現代科学叢書) 1956
- 『植物のふしぎ』偕成社(絵とき百科) 1956
- 『食品微生物学』明玄書房 1956
- 『艶説生きものの記録』泉三三彦、20世紀社 1956
- 『食欲と生殖』河出新書 1956[3]
- 『微生物の実験』岩崎書店 少年の観察と実験文庫 1956
- 『見えない世界』月田孝吉絵、あかね書房 小学生学習文庫 1956
- 『世界のふしぎ』偕成社(絵とき百科) 1957
- 『動物デカメロン』河出書房 1957
  - 再版 大陸書房[4]
- 『顕微鏡下のふしぎ』あかね書房(少年少女最新科学全集) 1958
- 『作物生理入門』高陽書院 1958
- 『ファーブル：科学の詩人』生田丈視絵、岩崎書店(少国民の偉人物語文庫) 1958
- 『進化のあゆみ』武部本一郎絵 あかね書房(あかね文庫) 1960
- 『自然の驚異・大自然と生命の科学』偕成社 目で見る学習百科 1961
- 『植物の採集と標本のつくり方』牧書店 1961
- 『くそ馬鹿：糞尿博士世界を行く』白鳳社 1962
- 『養畜農家のためのクロレラ飼料』富民協会出版部 1962
- 『科学の偉人 真理をもとめた人びと』伊勢田邦彦絵 あかね書房 小学生偉人全集 1963
- 『クロレラ飼料の実際』富民協会出版部 1963
- 『植物のふしぎ』偕成社 絵ときシリーズ 1963
- 『世界のなぞ』偕成社 絵ときシリーズ 1963
- 『世界文明の驚異』あかね書房(少年少女20世紀の記録) 1963
- 『ダーウィン 科学の偉人』松田穰絵、偕成社(世界偉人伝全集) 1963
- 『メスとオスの宿命 はだか動物記』共栄書房 1963[4]
- 『動物の性生活 動物千夜一夜』共栄書房 1969
- 『人間中村春二伝』岩崎美術社 1969
- 『えほん昆虫記』横内襄画、岩崎書店

1. 『かぶとむしのよろい』1970年
2. 『とんぼのグライダー 昆虫のからだのしくみ』1971年
3. 『チョウのおやこ 昆虫のくらし』

- 『砂漠の冥想』青娥書房 1971[5]
- 『成蹊教育：その源流と展開』岩崎美術社 1971
- 『資源と人間：発見・略奪・未来』社会思想社(現代教養文庫) 1972
- 『糞尿博士・世界漫遊記』社会思想社(現代教養文庫) 1972[5]
- 『えほん動物記』横内襄画、岩崎書店 1975
  1. まんもすのむれ 生きること
  2. かんがるーのじゃんぷ からだのしくみ
  3. らいおんのおやこ 成長とくらし
- 『未来の食糧：人類の食糧危機を救う微生物』同文書院 1976
- 『たじまもりのとおい旅』田木宗太絵、岩崎書店(岩崎幼年文庫) 1977
- 『スピルリナ 新しい食糧』医歯薬出版 1978
- 『雲古瞑想録』ハマ美術 1979
- 『植物名の由来』東京書籍(東書選書) 1980
- 『園芸植物名の由来』東京書籍(東書選書) 1981
- 『動物名の由来』東京書籍(東書選書) 1981
- 『ふんにょう博士一代記』論創社 1983
- 『らせんの神秘：地球を救う未来の食糧スピルリナ』柴田書店 1984

### 編著・共編著
- 『恐るべき飢餓』編著、みすず書房 1953
- 『小学校理科指導細案』谷口孝光共著、牧書店 1953
- 『中学校理科指導細案』三石巌共編、牧書店 1956
- 『植物の世界』(少年少女学習百科全集 10) 真船和夫共著、講談社 1962
- 『牧野富太郎植物記』(全8巻) 編、あかね書房 1973-1974

### 翻訳
- 『少年少女ファーブル昆虫記』(全8巻) あかね書房 1956-1957
- 『少年少女ウエルズ世界文化史物語』(全3巻) 武部本一郎絵、岩崎書店 1959
- 『微生物のかりゅうど』クライフ著、あかね書房(少年少女世界ノンフィクション全集) 1961
- 『ケンリー博物記』山田三郎絵、偕成社(少年少女世界の名著) 1963
- 『少年少女シートン動物記』(全8巻) 古賀忠道解説、あかね書房 1964-1966

## その他
- 「泉三三彦」名義で書かれた著書もある。書籍として出版されたものは基本的に2種類と考えて良い。
  - 動物風流ばなし（室町書房）＝風流動物噺（霧書院）＝艶説 生きものの記録（20世紀社）
  - 媚薬のはなし（室町書房）＝世界の媚薬散歩（20世紀社）＝ホルモン25時（20世紀社）
- 安岡章太郎編「ウィタ・フンニョアリス」に「糞尿博士・世界漫遊記」の「ゾウの大グソ」というエッセイが収められている。
- 生物ごよみ（筑摩書房、1952年）に「緑焰亭随筆」が収められている。
- 随筆春秋（東西文明社）に NHK の「お休みの前に」で放送された随筆が5遍収められている。このうち、「ペンペン草」「野獣の足跡」は「弥次馬放談」にも収められている。その他の3編は「猫と犬」「ネギ坊主」「コマクサ」。
- 放送随筆・お休みの前に（NHK編）に「三分間」「右まきと左まき」「哀愁のマリモ」が収められている。
- 第二放送随筆・お休みの前に（NHK編）に「ふぐの自殺」「千里眼」が収められている。
- 加藤完治 著「決戦下の食糧増産（朝日新聞社）」に「主要食糧増産の具体策」が収められている。
- 坂口謹一郎、朝井勇宣 共編 「酵素 : その理論と応用（朝倉書店）」に「發光酵素」が収められている。
- 人間として 7号（1971年9月）（筑摩書房）に「ユートピア革命に関する覚書 -"豹変革命党" 運動綱領-」が収められている。

## 対談
- 「スカトロ憂国論」- 開高健 対談集「悠々として急げ」
- 「トイレットは只今使用中」 - 李家正文 対談集「トイレットで語ろう」
- 「糞の将来をめぐって」 - 李家正文 対談集「トイレットで語ろう」
- 「クソこそ将来の食糧革命の本命」 - 大橋巨泉 対談集「巨泉の真言勝負」